# Agenții de rezervă
Agenții de rezervă (în engleză The Other Guys) este un film american polițist/de acțiune/de comedie din 2010. În distribuția filmului sunt actorii Will Ferrell și Mark Wahlberg în rolurile principale; iar în rolurile secundare joacă Michael Keaton, Eva Mendes, Steve Coogan, Ray Stevenson, Dwayne Johnson și Samuel L. Jackson.. Este regizat de Adam McKay.
Filmul este a patra dintre cele cinci colaborări dintre actorul Ferrell și regizorul McKay, după  Anchorman: The Legend of Ron Burgundy (Un știrist legendar, 2004), Talladega Nights: The Ballad of Ricky Bobby (2006) și Step Brothers (2008), a cincea colaborare fiind Anchorman 2: The Legend Continues (Un știrist legendar 2, 2013).  Filmul este și a treia colaborare dintre actorii Ferrell și Wahlberg, care a apărut mai târziu în Tata în război cu... tata (2015) și Tata în război cu... tata 2 (2017).

## Distribuție
- Will Ferrell - Detectivul Allen "Gator" Gamble
- Mark Wahlberg - Detectivul Terry Hoitz
- Eva Mendes - Dr. Sheila Ramos Gamble
- Michael Keaton - Captain Gene Mauch
- Steve Coogan - Sir David Ershon
- Ray Stevenson - Roger Wesley
- Samuel L. Jackson - Detectivul P.K. Highsmith
- Dwayne Johnson - Detectivul Christopher Danson
- Lindsay Sloane - Francine
- Natalie Zea - Christinith
- Rob Riggle - Detectivul Evan Martin
- Damon Wayans, Jr. - Detectivul Fosse
- Viola Harris - Mama Ramos
- Rob Huebel - ofițer Watts
- Brett Gelman - Hal
- Bobby Cannavale - Jimmy
- Andy Buckley - Don Beaman
- Ben Schwartz - asistentul lui Beaman
- Adam McKay - Dirty Mike
- Zach Woods - Douglas

Cameo
- Anne Heche - Pamela Boardman (necreditat)
- Ice-T - Narrator (voice)  (necreditat)
- Horatio Sanz - proprietar galerie
- Thomas Middleditch - gallery attendee
- Derek Jeter - rolul său
- Brooke Shields - rolul ei
- Rosie Perez - rolul ei
- Tracy Morgan - rolul său

## Legături externe
- Site web oficial
- Agenții de rezervă la Internet Movie Database
- Agenții de rezervă la AllRovi
- Agenții de rezervă la Box Office Mojo
- Agenții de rezervă la Rotten Tomatoes
- Agenții de rezervă la Metacritic